# Gabriele Herzog
Gabriele Herzog (* 18. März 1948 in Leipzig) ist eine deutsche Schriftstellerin, Hörspiel- und Drehbuchautorin.

## Leben
Herzog ist Diplom-Theaterwissenschaftlerin und arbeitete nach dem Studium in Leipzig als Dramaturgin am Landestheater Halle. 1973 bis 1990 war sie als Dramaturgin und Drehbuchautorin im DEFA-Studio für Spielfilme tätig, von 1991 bis 2002 als Dramaturgin, Produzentin und Autorin bei privaten Filmproduktionsfirmen. Seit 2003 ist sie freischaffende Drehbuchautorin und lebt in Stahnsdorf.
Die Veröffentlichung ihres Romans Keine Zeit für Beifall, der den mutigen Widerstand gegen den Abriss der Paulinerkirche auf dem Leipziger Karl-Marx-Platz beschreibt, wurde in der DDR  seit seiner Fertigstellung 1984 immer wieder hinausgezögert, bis er 1990 endlich erschien und im Wendetrubel keine Beachtung fand. Der größte Teil der Auflage wurde wohl vernichtet.
Gabriele Herzog war mit dem Dramaturgen und Hochschullehrer Gerd Gericke (1935–2021) verheiratet, gemeinsam haben sie einen Sohn.

## Werke

### Bücher
- 1985: Das Mädchen aus dem Fahrstuhl. Roman, Verlag Neues Leben, Berlin (ausgezeichnet mit dem Debütpreis des Verlages)
- 1990: Keine Zeit für Beifall. Roman, Verlag Neues Leben, Berlin

### DEFA-Spielfilmdrehbücher und -Szenarien
- 1988: Das Herz des Piraten. (nach dem Kinderbuch von Benno Pludra), Regie: Jürgen Brauer
- 1991: Das Mädchen aus dem Fahrstuhl (Drehbuch nach ihrem Roman), Regie: Herrmann Zschoche
- 1992: Ein Elefant im Krankenhaus. (Drehbuch nach ihrem Hörspiel), Regie: Karola Hattop

### Filmdramaturgie
- 1975: Philipp, der Kleine
- 1976: Nelken in Aspik
- 1978: Sieben Sommersprossen
- 1980: Der Baulöwe
- 1983: Olle Henry
- 1983: Insel der Schwäne
- 1983: Moritz in der Litfaßsäule
- 1985: Gritta von Rattenzuhausbeiuns
- 1985: Hälfte des Lebens
- 1989: Grüne Hochzeit
- 1991: Der Tangospieler

### Drehbücher für Fernsehfilme und Serien
- 2001: Unser Papa, das Genie, ARD
- 2002: Wie verliebt man seinen Vater?, MDR (nach dem Kinderbuch Les joues roses von Malika Ferdjoukh, mit Beate Pfeiffer)
- 2004: Unter weißen Segeln – Urlaubsfahrt ins Glück, mit Alexander Schuller, Regie: Bernhard Stephan
- 2009: Bleib bei mir, ARD (nach dem Roman „Dritte Sonnenblume links“ von Christine Vogeley)
- Erste Begegnung, ZDF
- 18 Folgen für die ARD-Serie Die Stein (zum Teil gemeinsam mit Scarlett Kleint)
- diverse Serienfolgen für ARD, ZDF und SAT1, u. a. für Notruf Hafenkante (mit Scarlett Kleint), In aller Freundschaft und Für alle Fälle Stefanie

### Hörspiele (Auswahl)
- 1983: Anton, Frieda und die neue Katze – Regie: Maritta Hübner (Kinderhörspiel/Kurzhörspiel aus der Reihe: Geschichten aus dem Hut – Rundfunk der DDR)

(alle für Deutschlandradio Berlin)
- 1989: Der Elefant im Krankenhaus. (DDR-Kinderhörspielpreis 1990)
- 1996: Andi. (Kinderhörspielpreis des MDR-Rundfunkrates 1989[3])
- 1997: Die vertauschte Tante.
- 2001: Mir geht es gut.
- 2004: Hundediebe.
- Meine beste Freundin.